# Rayleighfractionatie
Rayleighfractionering of Rayleighfractionatie is een vorm van scheiding van elementen of isotopen die optreedt bij een reactie tussen twee stoffen in een gesloten systeem, die niet in evenwicht zijn. De verhouding tussen elementen of isotopen in de reactant(en) is daarbij verschillend van die in de producten. Deze verhouding in een product hangt alleen af van de verhouding in de reactant(en) en de fractionatiecoëfficiënt.
Rayleighfractionatie vindt alleen plaats als de concentratie over de reactant gelijk verdeeld blijft tijdens de reactie. De diffusie binnen de reactant mag niet de snelheidsbepalende stap zijn.
Tijdens kristallisatie of reacties tussen twee of meerdere vaste stoffen kan Raleighfractionering zorgen voor verschillen in de verhouding in de gevormde vaste stof.